# デニス・オニャンゴ
デニス・マシンデ・オニャンゴ（Denis Masinde Onyango、1985年5月15日 - ）は、ウガンダのサッカー選手。ウガンダ代表副主将。ポジションはGK。
2017年1月5日に在アフリカアフリカ年間最優秀選手賞に輝いた。252票を集めて最優秀選手に輝き、2位のハマ・ビリアトの228票に24票差をつけた。また同年、国際サッカー歴史統計連盟によって同年の世界最優秀ゴールキーパーランキングトップ10の一人に選ばれた。

## クラブ歴
カンパラに生まれた。SCヴィラで選手となった後、セント・ジョージSCに在籍した。
2006年にスーパースポート・ユナイテッドFCに加入。2010年7月8日に放出された。同月26日にムプマランガ・ブラック・エイシズFCに移籍。
翌2011年にマメロディ・サンダウンズFCに移籍。2013年8月2日にビッドヴェスト・ウィッツFCに期限付き移籍。2015-16シーズンはクリーンシートを14試合で達成しプレミアサッカーリーグ最優秀ゴールキーパーに選出された。また同年CAFチャンピオンズリーグ2016で優勝し、FIFAクラブワールドカップ2016に出場した。

## 代表歴
2005年6月18日に2006 FIFAワールドカップ・アフリカ2次予選のカーボベルデ代表戦で代表初出場。その後正ゴールキーパーとして活躍している。
アフリカネイションズカップ2017予選・グループDでは6試合で僅か2得点に抑え、ガボンで行われたアフリカネイションズカップ2017に出場した。この本戦出場はアフリカネイションズカップ1978以来、約40年ぶりの快挙であった。

## プレースタイル
ペナルティキックや1対1の状況でのセービングに定評がある。

## タイトル
2016年10月にウガンダ・スポーツ・プレス・アソシエーションは彼を同月のウガンダ人最優秀スポーツ選手に選出した。